# Monolene
Monolene is een geslacht van straalvinnige vissen uit de familie van botachtigen (Bothidae). Het geslacht is voor het eerst wetenschappelijk beschreven in 1881 door Goode.

## Soorten
- Monolene antillarum Norman, 1933
- Monolene asaedai Clark, 1936
- Monolene atrimana Goode & Bean, 1886
- Monolene danae Bruun, 1937
- Monolene dubiosa Garman, 1899
- Monolene helenensis Amaoka & Imamura, 2000
- Monolene maculipinna Garman, 1899
- Monolene megalepis Woods, 1961
- Monolene mertensi (Poll, 1959)
- Monolene microstoma Cadenat, 1937
- Monolene sessilicauda Goode, 1880